# 馬瑞
馬瑞（？—17世紀），字爾采，號元恒，常州府無錫縣人，明朝、南明政治人物。

## 生平
馬瑞是天啓元年舉人馬世名之子、崇禎四年進士馬世奇侄子。崇禎十二年（1639年），馬瑞中式己卯科應天鄉試舉人，崇禎十六年（1643年）成進士，户部觀政，授江西吉水縣知縣，未赴，改任應天武學教授，到弘光遷官國子監博士。馬士英曾以同姓招攬他，他拒絕後被罷官，回鄉寫佛書過活終老。

## 家族
曾祖馬濂，丙午會魁，嘉靖庚戌進士，桂林知府。祖父馬希尹，教授，以子馬世奇封翰林院编修。父馬世名，天啓辛酉舉人，官知州。

## 引用
1. 1 2  錢海岳《南明史·卷三十二·列傳第八》：同（楊士聰弘光）時以翰詹召者：……馬瑞，宇爾采，無錫人。父世名，天啟元年舉於鄉。授知州。南京亡後卒，年八十五。瑞，崇禎十六年進士，歷吉水知縣、應天武學教授、國子博士。馬士英以同姓招致之，不應。
2. ↑  乾隆《無錫縣志·卷二十二·舉人》：（崇禎）十二年己卯……馬瑞 癸未進士
3. ↑  乾隆《無錫縣志·卷三十·文苑》：馬瑞，字爾采，世名子。世名與兄世奇齊名，天啟辛酉舉人，以薦授知州，居鄉里稱長者，年八十五卒。瑞，崇禎十六年進士。除吉水知縣不赴，改應天府武教授，遷國子博士。福藩時，大學士馬士英頗以姓籍招致之，拒不報。歸後讀書寫佛書，猶祥山水以終。
4. ↑  《崇禎十六年癸未科進士三代履歷》：馬瑞，元恒，書三房，辛酉年七月初一日生。无锡人，己卯四十五名，會試五十七名，三甲七十三名。户部觀政，甲申授應天武學教授，乙酉升國子監博士。